# Mia Mašić
Mia Mašić (Rijeka, 4. travnja 1993.) je hrvatska košarkašica. Članica je talijanskog Cagliari Virtusa.
Košarkom se bavi od dvanaeste godine. Prvi susreti s košarkom bili su odlasci na košarkaško igralište s prijateljima iz kvarta. Uskoro se učlanila u ŽKK Riječanka gdje se još više povezala s košarkom. Dobrom stranom svoje igre smatra prodore, posebno vrlo dugački prvi korak te šut.
Visoka je 180 cm i igra na mjestu beka-šutera. Igrala je za riječki Pleter (danas Kvarner) i Šibenik. Poslije je u Italiji igrala za Querciambiente Muggia. Nakon Muggie, otišla je u Virtus iz Cagliarija, gdje je još 2014./15. nastupala hrvatska igračica Gordana Bedalov.
Članica hrvatske kadetske reprezentacije (do 16) koja je na Europskom prvenstvu divizije B u Tallinnu 2009. godine osvojila srebrnu medalju.
2013. godine bila je finalistica izbora za Miss sporta Hrvatske.

## Vanjske poveznice
- Eurobasket Mia Mašić - profil igračice
- FIBA Europe Mia Masic _ U16 European Championship Women (2009)